# Tigre (Sprache)
Tigre (auch: Tigré, in äthiopischer Schrift ትግረ Tigre oder ትግሬ Tigrē; in Sudan ኻሳ Xasa, arabisch الخاصية al-ḫāṣiyah) ist eine semitische Sprache, die dem Altäthiopischen und dem Tigrinya sehr nahesteht.
Sie wird von etwa 800.000 Menschen, überwiegend Tigre, (Stand von 1997) vor allem in Eritrea, aber auch im Sudan gesprochen.

## Sprachsituation
Neben den Tigre haben in Eritrea auch viele Beni Amir (die zu den Bedscha gehören) Tigre als Hauptsprache übernommen. Die Sprache hat zwei Gruppen von Dialekten: Mansa’, das in der Gegend von Keren und auf dem Mansa’-Plateau gesprochen wird, und Beni Amir, das Tigre der Beni Amir mit Bedscha-Substrat.
Das Dahlik, das auf Inseln des Dahlak-Archipels gesprochen wird, wurde früher für einen Dialekt des Tigre gehalten. Nach neueren Erkenntnissen stellt es jedoch eine eigenständige Sprache dar, die sich in Isolation vom übrigen Tigre weg entwickelte und von Arabisch und Afar beeinflusst wurde.
Tigre ist als eine von neun „Nationalsprachen“ Eritreas anerkannt, die formell als gleichberechtigt gelten (faktisch haben Tigrinya und Arabisch die weitaus größte Bedeutung als Amtssprachen). So wurde die Verfassung Eritreas auf Tigre übersetzt.

## Sprachliche Charakteristik
Die alten laryngalen Konsonanten der semitischen Sprachen sind im Tigre erhalten.
Das Tigre hat die Grundwortfolge Subjekt-Objekt-Verb (SOV).

## Schrift
Die Sprache besitzt keine schriftliche Überlieferung, wird aber heute mit der äthiopischen Schrift geschrieben.